# Иван Лалов
Иван Йотов Лалов е български физик, професор в Софийския университет, ректор на университета в периода 1993 – 1999 г. и министър в служебното правителство на Стефан Софиянски.

## Биография
Иван Лалов е роден на 4 октомври 1938 г. в Ловеч. Завършва Пълно средно смесено училище „Христо Кърпачев“ (Ловеч (1956) с отличен успех, а след това и Софийския университет, специалност физика на твърдото тяло през (1961).
Преподавателската си работа започва във Физическия факултет на Софийския университет като асистент (1961). Става старши асистент през 1968, главен асистент през 1976 и доцент през 1980. През 1991 получава академичната научна степен професор по физика на електромагнитните явления. Чете лекции по основните курсове във физическия факултет: електричество и магнетизъм, оптика, физика на твърдото тяло, физика на кондензирани материи. Доктор е на физическите науки от 1988.
Основните му научни интереси са в областта на теоретичните изследвания на спектроскопията на кондензирана среда, включително и оптичната активност. Автор е на повече от 80 научни труда, учебници по физика за студенти и ученици, обзорни доклади и лекции по физика, на книгите „Електромагнитни явления“, „Електричество, магнетизъм, оптика – първото велико обединение“, „Физика на кондензираната материя“, „История на физиката от Възраждането до наши дни“ и др. Редактор е на книгата „Физика на повърхността“.
В периода 1991 – 1993 е декан на Физическия факултет, а от 1993 до 1999 г. е ректор на Софийския университет.
Назначен е за министър на образованието, науката и технологиите от февруари до май 1997 в служебното правителство на Стефан Софиянски.
Председател е на Съвета на ректорите на висшите учебни заведения в България от 1993 до 1998 и Съюза на физиците в България от 1992 до 2001. Член е на борда на Балканския физически съюз (1993) и негов председател от 2003 г.
Лалов е и председател на Българо-корейското дружество (1995 – 1999) и Сдружението на българските възрожденски градове (1999). Член е на управителния съвет (1996 – 1999) и председател на Българския туристически съюз (1999 – 2002).

## Отличия и награди
- Почетен знак на Университет „Сока“ (Япония)
- Медал „Алеко Константинов“
- Награда на Сдружение на българските градове „Оборище“ „За принос в съхраняване и утвърждаване на националната идентичност“ (2007)
- Почетен гражданин на Ловеч от 11 май 1999 г. „За принос в развитието на града“
- Почетен знак „Свети Климент Охридски“ с огърлица на Софийския университет „За цялостна учебна, научна и обществена дейност“ (2008).